# Washington State Ferries

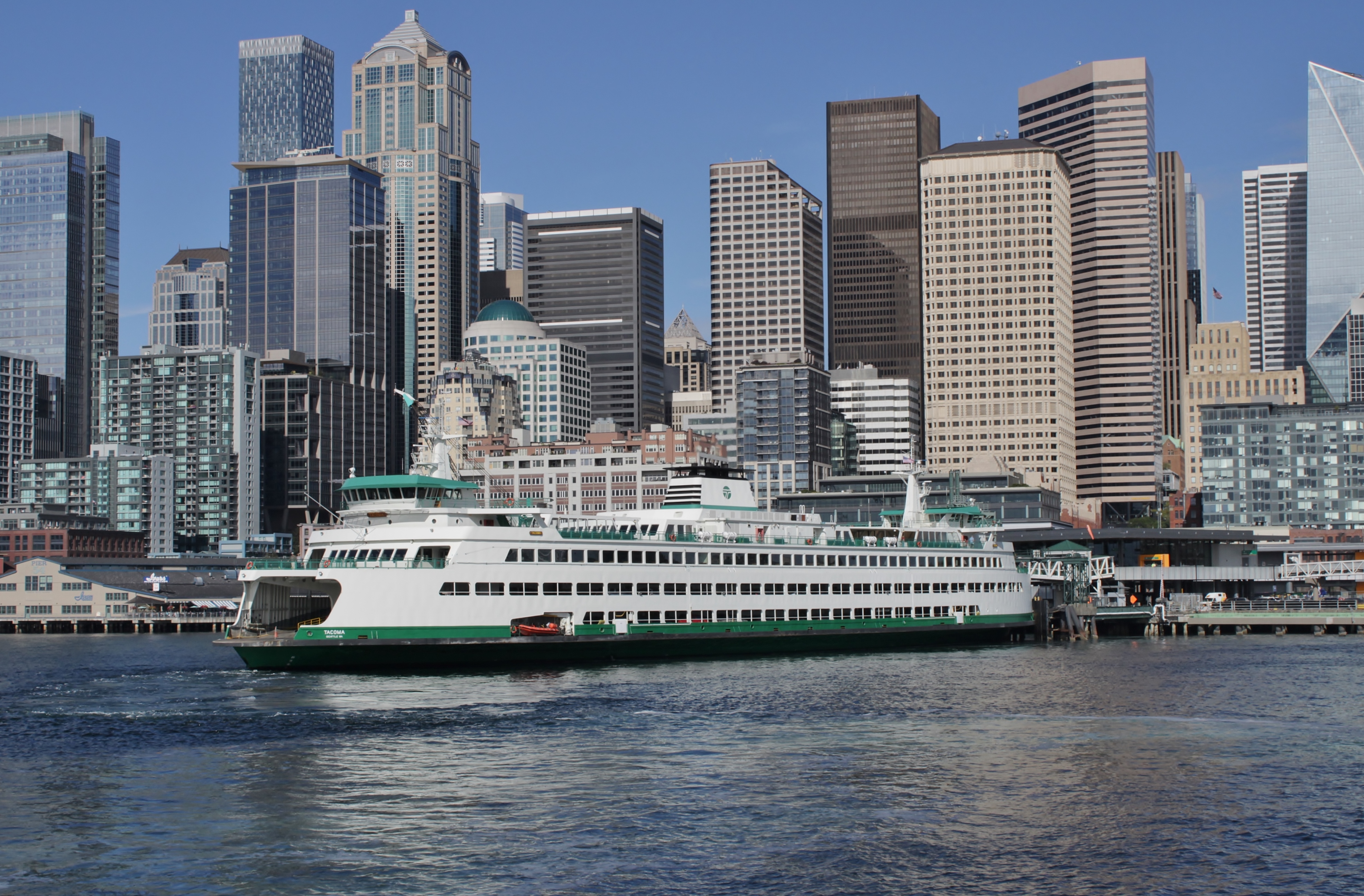
Eine Fähre der Washington State Ferries in Seattle

Washington State Ferries ist ein amerikanisches öffentliches Unternehmen des Verkehrsministeriums des Bundesstaates Washington (Washington State Department of Transportation). Der Unternehmenssitz ist in Seattle.
Dieses bietet Fährverbindungen im Puget Sound und den San Juan Islands an sowie eine internationale Verbindung nach Kanada (nach Sidney) und verfügt über eigene Schiffe. Alle Fähren transportieren KFZ und Personen gleichzeitig.
Washington State Ferries wurde 1951 gegründet und begann mit dem Fährverkehr am 1. Juni 1951.
Bezüglich der Anzahl der beförderten Fahrzeuge weist Washington State Ferries mit 11 Millionen jährlich die höchste Kapazität weltweit auf.

## Flotte

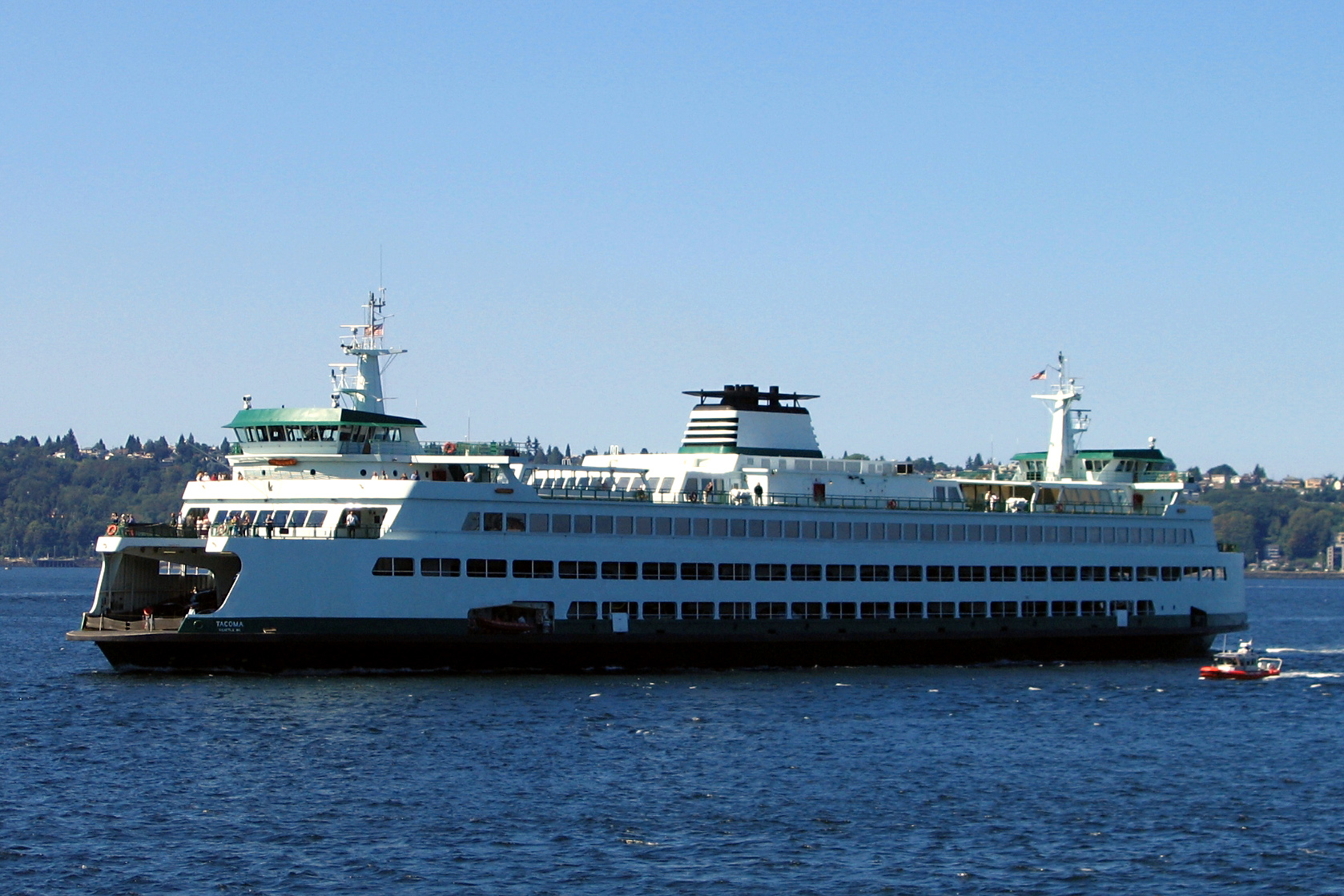
Tacoma

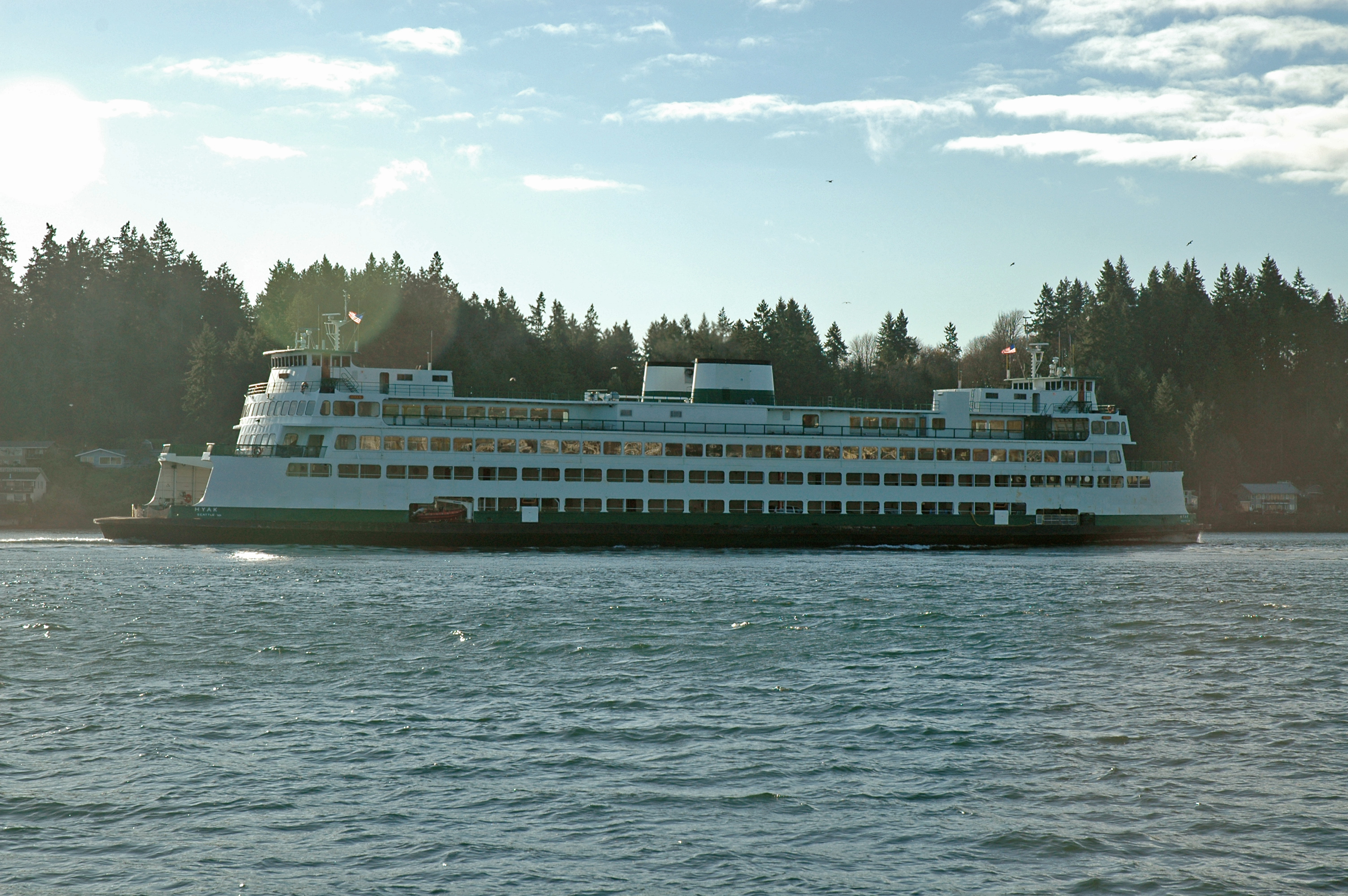
Hyak vor Bremerton

Das größte Schiff kann bis zu 2500 Passagiere und 202 KFZ befördern. Der uniforme Anstrich ist grün-weiß. Washington State Ferries unterhält die größte Fährflotte in den Vereinigten Staaten und ist weltweit einer der größten Eigner einer Flotte von Fähren.
Die Flotte besteht aus:
| Schiffsname     | Klasse          | Baujahr (Überholung) | Pkw-Kapazität | Passagier-Kapazität | Anmerkungen    |
| --------------- | --------------- | -------------------- | ------------- | ------------------- | -------------- |
| Hiyu            | –               | 1967                 | 34            | 200                 |                |
| Chetzemoka      | Kwa-di Tabil    | 2010                 | 64            | 750                 |                |
| Salish          | Kwa-di Tabil    | 2011                 | 64            | 750                 |                |
| Kennewick       | Kwa-di Tabil    | 2011                 | 64            | 750                 |                |
| Evergreen State | Evergreen State | 1954 (1988)          | 87            | 875                 |                |
| Klahowya        | Evergreen State | 1958 (1995)          | 87            | 800                 |                |
| Tillikum        | Evergreen State | 1959 (1994)          | 87            | 1061                |                |
| Sealth          | Issaquah        | 1982 (2006)          | 90            | 1200                |                |
| Issaquah        | Issaquah        | 1979 (1989)          | 124           | 1200                |                |
| Kittitas        | Issaquah        | 1980 (1990)          | 124           | 1200                |                |
| Kitsap          | Issaquah        | 1980 (1992)          | 124           | 1200                |                |
| Cathlamet       | Issaquah        | 1981 (1993)          | 124           | 1200                |                |
| Chelan          | Issaquah        | 1981 (2004)          | 124           | 1076                |                |
| Tokitae         | Olympic         | 2013                 | 144           | 1500                | seit Juni 2014 |
| Samish          | Olympic         | 2014                 | 144           | 1500                | ab 2015        |
| Hyak            | Super           | 1967                 | 144           | 2000                |                |
| Kaleetan        | Super           | 1967 (1999)          | 144           | 2000                |                |
| Yakima          | Super           | 1967 (2000)          | 144           | 2000                |                |
| Spokane         | Jumbo           | 1972 (2003)          | 188           | 2000                |                |
| Walla Walla     | Jumbo           | 1972                 | 188           | 2000                |                |
| Tacoma          | Jumbo Mark II   | 1997                 | 202           | 2500                |                |
| Wenatchee       | Jumbo Mark II   | 1998                 | 202           | 2500                |                |
| Puyallup        | Jumbo Mark II   | 1999                 | 202           | 2500                |                |

## Routen
- Seattle – Bremerton (Washington State Route 304)
- Seattle-Winslow – Seattle-Bainbridge Island (Washington State Route 305)
- Southworth – Vashon  – Fauntleroy (West Seattle) (Washington State Route 160)
- Point Defiance – Tahlequah (südlich Vashon Island) (Washington State Route 163)
- Clinton – Mukilteo (Washington State Route 525)
- Edmonds (Snohomish County) – Kingston (Kitsap County) (Washington State Route 104)
- Keystone auf Whidbey Island – Port Townsend (Washington State Route 20)
- Anacortes (Washington State Route 20 Spur) –
  - Lopez Island
  - Shaw Island
  - Orcas Island
  - Friday Harbor auf San Juan Island
  - Sidney (British Columbia), Kanada (Saison: April bis Dezember)